# Соперник Шерлока Холмса
Сопе́рник Ше́рлока Хо́лмса (итал. Un rivale di Sherlock Holmes) — итальянский немой короткометражный фильм, один из первых фильмов о Шерлоке Холмсе. Не сохранился.

## Содержание
Поскольку фильм не сохранился, его сюжет и состав съёмочной группы достоверно не известны. Сохранилась лишь рецензия, опубликованная в американском журнале Moving Picture World в 1908 году:
Живописный детективная история, в которой сыщик, преследуя нарушителей закона, молниеносно перевоплощается. Многочисленные захватывающие сцены и физические столкновения. Сенсационный сюжет, обладающий великолепным драматическим эффектом и не имеющий ни одной сомнительной особенности.Moving Picture World (2 May 1908)Оригинальный текст (англ.)A Pictorial detective story of merit, with many lightning changes of disguise by the detective in his pursuit of the lawbrakers. Exciting scenes and physical encounters are numerous. A sensational subject of superb dramatic effect, without any objectionable features.